# TrES-2b
TrES-2b  (o Kepler-1b) es un planeta extrasolar que orbita la estrella GSC 03549-02811 ubicada a 750 años-luz de distancia. Es el planeta extrasolar con menor albedo descubierto; se estima que refleja menos del 1% de la luz que llega hasta su superficie, siendo el modelo que mejor se ajusta con los datos de aproximadamente 0,04%. La masa del planeta y el radio indican que es un gigante de gas con una composición global similar a Júpiter. A diferencia de Júpiter, pero similar a muchos otros planetas detectados alrededor de otras estrellas, TrES-2b está situado muy cerca de la suya y pertenece a la clase de planetas conocidos como "Júpiter calientes". Este sistema se encuentra dentro del campo de visión del telescopio espacial Kepler.
Este planeta sigue siendo estudiado por otros proyectos y los parámetros se están mejorando continuamente. Un estudio de 2007 mejora los parámetros estelares y planetarios. Otro estudio realizado en 2008 concluyó que el sistema de TrES-2 (junto con otros dos) es un sistema estelar binario. Esto tuvo un efecto significativo para los valores estelares y los parámetros del planeta.

## Descubrimiento

La velocidad radial de GSC 03549-02811 en el tiempo, provocado por la presencia de TrES-2 b.

TrES-2b fue descubierto el 21 de agosto de 2006 por el Trans-Atlantic Exoplanet Survey detectando el tránsito del planeta a través de su estrella madre utilizando Sleuth del ( Observatorio Palomar, en California ) y PSST del ( Observatorio Lowell, de Arizona ), parte de la red TrES de los telescopios de 10 cm.
El descubrimiento fue confirmado por el Observatorio Keck el 8 de septiembre de 2006, mediante la medición de la velocidad radial de la estrella que alberga a TrES-2b.

## Ángulo de giro de la órbita
En agosto de 2008 más detalles de la relación entre la estrella y la órbita del planeta fueron publicados. La órbita se determinó que se inclina por 9 ° ± 12 ° desde el ecuador estelar. La dirección orbital se determinó que está en la misma dirección que la rotación de la estrella (progrado).

## El planeta más oscuro
El primer resultado importante de la Misión Kepler sobre TrES-2b es un albedo geométrico extremadamente bajo medido en 2011, por lo que lo hace el exoplaneta más oscuro conocido. Si todo el contraste día-noche se debiera al albedo geométrico, sería de 2.53%, pero el modelado sugiere que mucho de esto es la emisión del lado diurno y el verdadero albedo es mucho menor. Se estima que es menos de 1% y para el modelo que mejor se ajusta es de aproximadamente 0,04%. Esto hace que TrES-2b sea el exoplaneta más oscuro conocido, ya que refleja menos luz que el carbón o la pintura acrílica negra. No está claro por qué el planeta es tan oscuro. Una razón podría ser la ausencia de nubes reflectantes, como las que hacen que Júpiter sea tan brillante, debido a la proximidad de TrES-2b a su estrella madre y la consiguiente alta temperatura. Otra razón podría ser la presencia en la atmósfera de sustancias químicas que absorban la luz, como el sodio vaporizado, el potasio o el óxido de titanio gaseoso. En general, se espera que los Júpiter calientes sean oscuros, porque "se cree que la absorción debida a las amplias alas de las líneas D de sodio y potasio dominan sus espectros visibles". Aparte de la de Kepler-7b (38 ± 12%), las mediciones de albedo para Júpiter calientes generalmente solo han dado límites superiores.

## La Misión Kepler

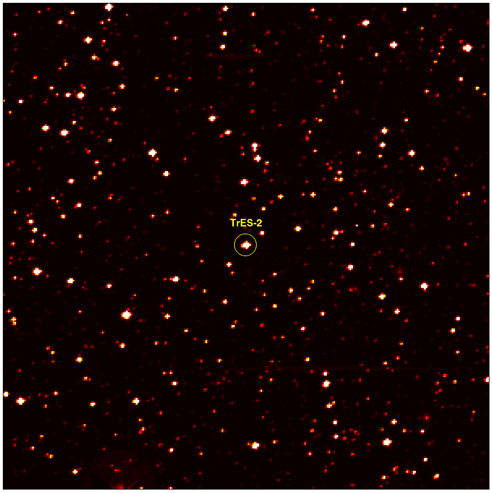
El sistema GSC 03549-02811 visto desde la nave espacial Kepler. (El norte celeste está en la esquina inferior izquierda.)

En marzo de 2009 la NASA lanzó la misión espacial Kepler, que buscó poner dentro de la órbita solar al telescopio con el mismo nombre. Este satélite se dedica descubrir exoplanetas por el método de tránsito de la órbita solar.
En abril de 2009, el proyecto publicó las primeras imágenes desde el telescopio y TrES-2b fue uno de los dos objetos en relieve en estas imágenes. A pesar de TrES-2b no es el único exoplaneta conocido en el campo de visión del satélite, es el único que se identifica en las primeras imágenes enviadas por este. Este objeto es importante para su calibración y chequeo.